# Mesenopsis idotea
Mesenopsis idotea är en fjärilsart som beskrevs av John Obadiah Westwood 1851. Mesenopsis idotea ingår i släktet Mesenopsis och familjen Riodinidae. Inga underarter finns listade i Catalogue of Life.